# 인천전문대학 기성회 이사회의 헌법소원심판청구 사건
인천전문대학 기성회 이사회의 헌법소원심판청구 사건(2010.7.29 2009헌마149 [각하])은 대한민국 헌법재판소 판례이다.

## 사실관계
청구인은 인천전문대학 기성회 이사회로 인천전문대학에 재학 중인 학생들의 보호자를 보통회원으로 하는 인천전문대학 기성회의 산하기관이다. 청구인은 기성회원들이고, 청구인 병은 인천전문대학 학사관리위원이다. 한편, 인천전문대학은 고등교육법 제2조, 제3조의 공립학교이다. 건 기성회의 회원들이 납부한 기성회비로 운영되어온 기성회계를 폐지하고, 기성회계의 부담으로 고용된 학사관리직원들을 재단법인 인천전문대학 학사운영회의 직원으로 승계하도록 규정한 것이, 재산권, 결사의 자유, 직업선택의 자유, 평등권을 침해한다고 주장하며 이 사건 헌법소원심판을 청구하였다.

## 관련조문
재단법인 인천전문대학학사운영회 설립 및 지원에 관한 조례 부칙 제2조[기성회계의 폐지 등]
(1) 이 조례 당시 인천전문대학의 기성회계는 기성회규약의 해산절차에 따른다.
(2) 이 조례 시행 이전 기성회계의 부담으로 임용되어 계속 근무중인 자는 법인의 직원으로 승계하여 보수 및 퇴직금을 지급한다.

## 주문
청구인들의 심판청구를 모두 각하한다.

## 이유

### 헌법소원심판 청구능력
법인 아닌 사단, 재단이라고 하더라도 대표자의 정함이 있고 독립된 사회적 조직체로서 활동하는 때에는 성질상 법인이 누릴 수 있는 기본권을 침해당하게 되면 그의 이름으로 헌법소원심판을 청구할 수 있다. 그러나 독립된 별개의 단체가 아니라 단체 내부에 설치된 단순한 내부기구에 불과하는 기관은 헌법소원심판 청구능력이 있다고 할 수 없다.
이 사건 기성회 이사회는 인천전문대학 기성회로부터 독립된 별개의 단체가 아니고, 인천전문대학 기성회 내부에 설치된 회의 기관 가운데 하나에 불과하며(인천전문대학 기성회 규약 제9조), 달리 단체로서의 실체를 갖추어 당사자 능력이 인정되는 권리능력 없는 사단으로 볼 자료도 없다.

### 자기관련성
이 사건 조례 부칙 제2조 제1항의 직접 수범자는 인천전문대학과 인천전문대학 기성회일 뿐이고, 이 사건 학사관리직원은 이 사건 기성회의 부담으로 고용된 피용자에 불과하여 간접적, 사실적, 경제적 이해관계인에 불과하다.

### 권리보호이익
기본권의 침해가 종료된 경우에는 원칙적으로 권리보호이익이 없다. 이 사건 조례는 그 목적을 달성하고 폐지되었고 그에 따라 이 사건 기성회원들과 이 사건 학사관리직원들에 대한 기본권침해 상태도 종료되었다. 따라서 예외적으로 심판청구의 이익이 인정될 수 있는 사안에 해당되지 않는다.

## 같이 보기
- 인천전문대학